# Piasecki-Pass
Der Piasecki-Pass (polnisch Przełęcz Piaseckiego) ist ein zwischen 200 und 210 m hoher Gebirgspass auf King George Island im Archipel der Südlichen Shetlandinseln. Auf der Keller-Halbinsel liegt er oberhalb des Noble-Gletschers zwischen Mount Birkenmajer und dem Tyrrell Ridge.
Polnische Wissenschaftler benannten ihn 1980. Namensgeber ist der polnische Glaziologe Jacek Piasecki [ˈjat͡sɛk pʲaˈsɛt͡skʲi], der zwischen 1978 und 1979 auf der Arctowski-Station tätig war.